# A Magyar Tudományos Akadémia tagjainak listája (A–F)

## 
A Magyar Tudományos Akadémia tagjainak listája az 1825-ben alakult tudományos társaság történetének tagjait sorolja fel. Az akadémikusok nagy száma szükségessé tette a lista külön szócikkekké tagolását. A 3386 akadémikus betűrendi bontásban érhető el, a lap tetején található navigációs doboz segítségével. Más tagolási szempontot nem érvényesítettünk, azaz a 2038 hazai, 79 országhatárokon túli magyar, 338 emigráns magyar és 931 külföldi tag; a 2632 egykori és 754 jelenlegi tag; stb. egyazon felsorolásban találhatóak meg.
A listában az alapvető életrajzi adatok mellett zárójelben megadtuk a levelező (l.), a rendes (r.), a tiszteleti (t.), a külső (k.) tagság elnyerésének évét, illetve az igazgatósági (ig.) tagság időtartamát, valamint a kizárás, lemondás, tagság megszűnése, tanácskozó (tan.) taggá minősítés, továbbá a tagság visszaállításának évszámát. Az Akadémia jelenlegi tagjait egy nevük elé helyezett csillag (*) jelöli.
A lista 2000 előtti adatainak fő forrása az akadémiai tagok háromkötetes almanachja (A Magyar Tudományos Akadémia tagjai 1825–2002), amelynek információit több esetben ellenőriztük az Akadémia Értesítőben megjelent tagválasztási jegyzőkönyvekben. Az utóbbiak alapján korrigált almanachbeli adatokat felső indexbe tett k betű jelöli.

### A, Á
- Abay Gyula (1891–1978) közgazdász (l. 1939; tan. 1949; l. visszaállítva 1989)
- Ábel Jenő (1858–1889) klasszika-filológus (l. 1882)
- Ábrahám Ambrus Andor (1893–1989) zoológus, hisztológus (l. 1945; r. 1960)
- Abrikoszov, Alekszej Alekszejevics (1928–2017) orosz fizikus (t. 2007)
- Ács György (1923–2013) amerikai magyar biokémikus (k. 1990)
- *Ács J. Zoltán (1947) amerikai magyar közgazdász (k. 2013)
- *Acsády László (1966) biológus (l. 2019; r. 2025)
- Acsády Ignác (1845–1906) történész (l. 1888)
- Aczél János (1924–2020) kanadai magyar matematikus (k. 1990)
- Ádám Antal (1929–2025) geofizikus (l. 1990; r. 1993)
- Ádám György (1922–2013) orvos, pszichofiziológus (l. 1970; r. 1979)
- Ádám József (1950–2022) geodéta (l. 1998; r. 2004)
- *Ádám Veronika (1949) neurológus, biokémikus (l. 2001; r. 2007)
- *Adhija, Szankar (1937) indiai genetikus (t. 2010)
- Adriányi Gábor (1935–2024) németországi magyar egyháztörténész (k. 2016)
- *Aganbegjan, Abel Gezevics (1932) örmény-orosz közgazdász (t. 1988)
- Agassiz, Louis (1807–1873) amerikai zoológus, geológus (t. 1863)
- Ahlqvist, August (1826–1889) finn nyelvész (t. 1859)
- *Ajtai Miklós (1946) amerikai magyar matematikus (k. 1995)
- Akin Károly (1830–1893) fizikus (l. 1868)
- I. Albert (1848–1922) monacói uralkodó, tengerbiológus (t. 1914)
- *Albert Réka (1972) amerikai magyar biológus, hálózatkutató (k. 2016)
- Áldásy Antal (1869–1932) történész, levéltáros (l. 1908; r. 1926)
- Alekszandrov, Anatolij Petrovics (1903–1994) orosz fizikus (t. 1970)
- Alexander Bernát (1850–1927) filozófus, esztéta (l. 1892; r. 1915; kizárták 1919; r. visszaállítva 1989)
- Alexits György (1899–1978) matematikus (l. 1948; ig. 1948–1949; r. 1949)
- Alföldi András (1895–1981) régész, történész, numizmatikus (l. 1933; r. 1945; tagsága megszűnt 1949; r. visszaállítva 1989)
- Alföldi Lajos (1927–2021) orvos, mikrobiológus, genetikus (l. 1982; r. 1990)
- Alföldy Géza (1935–2011) németországi magyar régész, ókortörténész (k. 1995)
- *Almási Miklós (1932) esztéta, filozófus (l. 1987; r. 1993)
- *Álón, Nógá (1956) izraeli matematikus, informatikus (t. 2019)
- Alszeghy Zsolt (1888–1970) irodalomtörténész (l. 1933; r. 1947; tagsága megszűnt 1949; r. visszaállítva 1989)
- Ambrus Gyula (1924–2020) amerikai magyar belgyógyász, hematológus (k. 1993)
- Ambrus Klára (1924–2011) amerikai magyar gyermekgyógyász, hematológus (k. 2001)
- Ambrus Zoltán (1861–1932) író, műfordító (l. 1911)
- Ancel, Marc (1902–1990) francia jogtudós (t. 1979)
- Ancsel Éva (1927–1993) filozófus (l. 1985; r. 1990)
- Andics Erzsébet (1902–1986) történész, művelődéspolitikus (l. 1949; r. 1950)
- Andorka Rudolf (1931–1997) szociológus (l. 1990)
- Andrássy Dénes (1835–1913) műgyűjtő (ig. 1906)
- Andrássy Géza (1856–1938) politikus, sportvezető (ig. 1931)
- Andrássy György (1797–1872) politikus, közgazdász (ig. 1830; t. 1833)
- Andrássy Gyula, id. (1823–1890) politikus (ig. 1876; t. 1888)
- Andrássy Gyula, ifj. (1860–1929) politikus, publicista (l. 1898; r. 1904; ig. 1913)
- Andrássy Manó (1821–1891) politikus, Ázsia-utazó (l. 1858)
- Andrássy Tivadar (1857–1905) politikus, festő (ig. 1894)
- Andreánszky Gábor (1895–1967) botanikus, paleobotanikus (l. 1945; tan. 1949; l. visszaállítva 1989)
- Angyal Dávid (1857–1943) történész, irodalomtörténész (l. 1902; r. 1917; t. 1936)
- Angyal István János / Angyal, Stephen John (1914–2012) ausztráliai magyar kémikus (k. 1990)
- Angyal Pál (1873–1949) jogtudós (l. 1909; r. 1930)
- Angyalffy Mátyás András (1776–1839) mezőgazdász (l. 1832)
- Ángyán János (1956–2017) franciaországi magyar kémikus (k. 2016)
- Anohin, Pjotr Kuzmics (1898–1974) orosz fiziológus (t. 1973)
- Antal Géza (1846–1889) sebész, urológus (l. 1889)
- Antal Mihály (1792–1850) nyelvész (l. 1833)
- Antoni Ferenc (1928–1991) orvos, biokémikus (l. 1976; r. 1985)
- Antus Sándor (1944–2021) vegyészmérnök (l. 2004; r. 2010)
- Apáthy István, id. (1829–1889) jogtudós (l. 1873; r. 1884)
- Apáthy István, ifj. (1863–1922) zoológus, orvos, politikus (l. 1898)
- Apponyi Albert (1846–1933) politikus (t. 1898; ig. 1908)
- Apponyi György (1808–1899) politikus (ig. 1858)
- Apponyi Sándor (1844–1925) könyvgyűjtő, bibliográfus (ig. 1888; t. 1905)
- Áprily Lajos (1887–1967) költő, műfordító (l. 1934; tagsága megszűnt 1949; l. visszaállítva 1989)
- Arany János (1817–1882) költő, műfordító (l. 1858; r. 1858; t. 1879)
- Arany László (1844–1898) költő, műforditó, irodalomtudós (l. 1872)
- Arányi Lajos György (1812–1887) orvos, patológus (l. 1858)
- Arató Endre (1921–1977) történész (l. 1973)
- *Arató Péter (1942) villamosmérnök, informatikus (l. 2001; r. 2007)
- *Arber, Werner (1929) svájci mikrobiológus (t. 2007)
- Arenstein József (1816–1892) matematikus (l. 1847)
- Aretin, Karl Otmar von (1923–2014) német történész (t. 1986)
- Ariste, Paul (1905–1990) észt nyelvész (t. 1967)
- *Árkai Péter (1944) geológus, petrográfus, geokémikus (l. 1998; r. 2004)
- Arneth, Alfred von (1819–1897) osztrák történész (k. 1872)
- Árvay Gergely (1790–1871) író, műfordító (l. 1834)
- Asbóth János (1845–1911) író, publicista, társadalompolitikus (l. 1892)
- Asbóth Lajos (1803–1882) katonatiszt, hadtörténész (l. 1863)
- Asbóth Oszkár (1852–1920) nyelvész, szlavista (l. 1892; r. 1907; kizárták 1919; r. visszaállítva 1989)
- Ascherson, Paul (1834–1913) német botanikus (k. 1869)
- Ascoli, Graziadio Isaia (1829–1907) olasz nyelvész (t. 1875)
- *Åström, Karl Johan (1934) svéd villamosmérnök, informatikus (t. 2001)
- Aszalós Adorján (1929–2017) amerikai magyar biofizikus, farmakológus (k. 1995)
- Atkinson, Edwin Felix Thomas (1840–1890) ír entomológus (t. 1888)
- Atkinson, William Stephen (1820–1876) angol-indiai entomológus (t. 1863)
- Austerlitz, Robert (1923–1994) amerikai nyelvész (t. 1986)
- Auwers, Arthur (1838–1915) német csillagász (k. 1890)

### B
- *Babai László (1950) matematikus (l. 1990; r. 1995)
- Babbage, Charles (1791–1871) angol matematikus, gépészmérnök, filozófus (t. 1833)
- Babics Antal (1902–1992) orvos, sebész, urológus, társadalompolitikus (l. 1949; r. 1950)
- Babits Mihály (1883–1941) költő, író, műfordító (l. 1940)
- Badics Ferenc (1854–1939) irodalomtörténész (l. 1894; r. 1910; t. 1926)
- Baer, Karl Ernst von (1792–1876) észt-német biológus, embriológus (t. 1846)
- Bailly, Antoine S. (1944–2021) svájci földrajztudós (t. 2004)
- Baintner János (1815–1881) jogtudós (l. 1865)
- Baird, Spencer Fullerton (1823–1887) amerikai zoológus, ornitológus (t. 1863)
- Bajev, Alekszandr Alekszandrovics (1904–1994) orosz biológus, biokémikus (t. 1976)
- Bajza József (1804–1858) költő, publicista (l. 1831; r. 1832)
- Bajza József (1885–1938) irodalomtörténész, történész (l. 1926)
- Baker, Alan (1939–2018) angol matematikus (t. 2001)
- *Bakró-Nagy Marianne (1946) nyelvész, finnugrista (l. 2025)
- Baksay Sándor (1832–1915) református főpap, író, műfordító (l. 1884; r. 1903; t. 1910)
- *Balaban, Alexandru T. (1931) román kémikus, matematikus (t. 2001)
- Balanyi György (1886–1963) történész (l. 1938; tan. 1949; l. visszaállítva 1989)
- Balas Egon (1922–2019) amerikai magyar informatikus (k. 2004)
- Balás Károly Antal (1877–1961) közgazdász (l. 1929; kizárták 1948; l. visszaállítva 1991)
- Balás P. Elemér (1883–1947) jogtudós (l. 1943)
- Balásházy János (1797–1857) mezőgazdász (r. 1830)
- Balassa Béla (1928–1991) amerikai magyar közgazdász (k. 1990)
- Balassa János (1814–1868) orvos, sebész (t. 1858)
- Balássy Ferenc (1821–1896) történész, egyháztörténész (l. 1872)
- Balázs Endre (1920–2015) amerikai magyar kémikus (k. 2010)
- *Balázs Ervin (1948) kertészmérnök, növényvirológus, biotechnológus (l. 1995; r. 2001)
- Balázs Nándor László (1926–2003) amerikai magyar fizikus (k. 1995)
- Balázs Sándor (1925–2016) kertészmérnök, mikológus (l. 1982; r. 1990)
- Baldacci, Antonio (1867–1950) olasz botanikus (t. 1927)
- *Báldi András (1965) ökológus (l. 2022)
- Balevszki, Angel Toncsev (1910–1997) bolgár kohómérnök (t. 1970)
- *Bálint Béla (1952) szerbiai magyar orvos, hematológus (k. 2025)
- *Bálint Csanád (1943) régész (l. 2001; r. 2010)
- Bálint Péter (1911–1998) orvos, fiziológus, nefrológus (l. 1970; r. 1976)
- Balla Antal (1886–1953) politikus, történész (l. 1945; tan. 1949; l. visszaállítva 1989)
- *Balla György (1953) orvos, gyermekgyógyász (l. 2010; r. 2016)
- *Balla József (1959) orvos, belgyógyász (l. 2022)
- Balla Károly (1792–1873) jogtudós, költő, publicista (l. 1839)
- *Balla Tamás (1955) amerikai magyar orvos, fiziológus (k. 2010)
- Ballagi Aladár (1853–1928) történész, művelődéstörténész (l. 1884; r. 1904)
- Ballagi Géza (1851–1907) történész, jogtudós (l. 1888; r. 1907)
- Ballagi Mór (1815–1891) teológus, nyelvész (l. 1840; r. 1858)
- Balló Mátyás (1844–1930) vegyészmérnök (l. 1880)
- Baló József (1895–1979) orvos, patológus, onkológus (l. 1940; r. 1948; ig. 1948–1949; tan. 1949; l. újraválasztva 1956; r. újraválasztva 1973)
- Balogh Artúr (1866–1951) jogtudós (l. 1905; tan. 1949; l. visszaállítva 1989)
- Balogh Ernő (1890–1964) orvos, patológus, onkológus (l. 1942; tan. 1949; l. visszaállítva 1989)
- Balogh János (1913–2002) biológus, ökológus (l. 1965; r. 1973)
- Balogh Jenő (1864–1953) jogtudós, politikus (l. 1901; r. 1912; ig. 1936–1945; t. 1937; tan. 1949; t. visszaállítva 1989)
- *Balogh József (1971) amerikai magyar matematikus (k. 2025)
- Balogh Kálmán (1835–1888) orvos, fiziológus, farmakológus (l. 1864; r. 1877)
- Balogh Pál (1794–1867) orvos (l. 1831; r. 1835)
- Balogh Sámuel (1796–1867) református lelkész, író (l. 1858)
- Balogh Tamás / Balogh, Thomas (1905–1985) nagy-britanniai magyar közgazdász, gazdaságpolitikus (t. 1979)
- Bang-Kaup, Wilhelm (1869–1934) német turkológus (t. 1932)
- Bánki Donát (1859–1922) gépészmérnök (l. 1911)
- Bánóczi József (1849–1926) irodalomtörténész, nyelvész, filozófus (l. 1879)
- Barabás Miklós (1810–1898) festő, grafikus (l. 1836)
- Barabás Samu (1855–1940) történész, levéltáros (l. 1910)
- Barabás Zoltán (1926–1993) agrármérnök (l. 1985)
- *Barabási Albert László (1967) amerikai magyar fizikus (k. 2004)
- Bárány Ágoston (1798–1849) levéltáros, történész (l. 1836)
- *Bárány Imre (1947) matematikus (l. 2010; r. 2016)
- Bárány Nándor (1899–1977) gépészmérnök, optikus (l. 1953)
- Baranyai Lipót (1894–1970) közgazdász, bankár (ig. 1940–1946; t. 1943; tagsága megszűnt 1949; t. visszaállítva 1989)
- Barbier de Meynard, Charles (1826–1908) francia filológus, arabista (t. 1900)
- Bárczi Géza (1894–1975) nyelvész (l. 1939; r. 1947)
- Bardeen, John (1908–1991) amerikai fizikus, villamosmérnök (t. 1986)
- Bárdos Tamás / Bardos, Thomas J. (1915–2012) amerikai magyar farmakológus (t. 1983)
- *Bárdossy András (1954) németországi magyar vízépítő mérnök (k. 2013)
- Bárdossy György (1925–2013) geológus, geokémikus (l. 1993; r. 1998)
- Bargyin, Ivan Pavlovics (1883–1960) orosz kohómérnök (t. 1953)
- Baritz György (1779–1840) hadmérnök (l. 1832)
- *Barna Balázs (1948) agrármérnök, növényvirológus (l. 2013; r. 2019)
- Barna Ferdinánd (1825–1895) nyelvész, könyvtáros, műfordító (l. 1868)
- Barna Ignác (1822–1894) fogorvos, költő (l. 1876)
- *Barnabás Beáta Mária (1948) agrobotanikus, biotechnológus (l. 2007; r. 2013)
- Baros Gyula (1876–1936) irodalomtörténész (l. 1927)
- *Barral i Altet, Xavier (1947) spanyol-katalán művészettörténész (t. 2019)
- *Barrow, Paul A. (1953) brit agrármérnök, immunológus (t. 2013)
- Barsi József (1810–1893) statisztikus, publicista (l. 1870)
- *Bársony István (1948) villamosmérnök, informatikus, fizikus (l. 2010; r. 2016)
- Barta György (1915–1992) geofizikus (l. 1970; r. 1982)
- Barta István (1910–1978) villamosmérnök (l. 1949; r. 1976)
- Barta János (1901–1988) irodalomtörténész (l. 1967; r. 1982)
- * Barta Zoltán (1967) zoológus, ökológus (l. 2025)
- Bartakovics Béla (1791–1873) római katolikus főpap (ig. 1853)
- Bartal Antal (1829–1909) klasszika-filológus (l. 1873; r. 1898)
- Bartal György, id. (1785–1865) jogtörténész (ig. 1830; t. 1858)
- Bartalus István (1821–1899) zenepedagógus, zenetörténész, népzenekutató (l. 1875)
- *Bártfai Tamás (1948) svédországi magyar biokémikus (t. 2001)
- Bártfay László (1797–1858) író (l. 1831)
- Bartha Adorján (1923–1996) állatorvos (l. 1993)
- Bartha Dénes (1908–1993) zenetörténész (l. 1990)
- Bartók Béla (1881–1945) zeneszerző, zongoraművész, népzenekutató (l. 1935; r. 1945)
- Bartók György, ifj. (1882–1970) filozófus (l. 1927; r. 1945; tan. 1949; r. visszaállítva 1989)
- Bartók Mihály (1933–2020) kémikus (l. 1987; r. 1995)
- Barton, Derek (1918–1998) angol kémikus (t. 1976)
- Basedow, Jürgen (1949–2023) német jogtudós (t. 2007)
- Batizfalvy Sámuel (1826–1904) orvos, ortopédus (l. 1868)
- Batsányi János (1763–1845) költő (l. 1843)
- Battaglini, Giulio (1885–1961) olasz jogtudós (t. 1939)
- Batthyány-Strattmann Fülöp (1781–1870) nagybirtokos (ig. 1830)
- Batthyány-Strattmann László (1870–1931) szemész, sebész, politikus (ig. 1915; t. 1917)
- Bauer Győző (1942–2018) szlovákiai magyar farmakológus (k. 1998)
- Baumgartner, Andreas (1793–1865) német fizikus (t. 1858)
- Bay Zoltán (1900–1992) fizikus (l. 1937; r. 1945; tagsága megszűnt 1949; t. 1981; r. visszaállítva 1989)
- Bayer József (1851–1919) színháztörténész (l. 1899; r. 1911)
- *Bayer József (1946) politológus (l. 2004; r. 2010)
- *Beale, Hugh (1948) angol jogtudós (t. 2001)
- *Beck József (1952) amerikai magyar matematikus (k. 2004)
- Beck Mihály (1929–2017) fizikokémikus (l. 1973; r. 1979)
- Becker, Philipp August (1862–1947) német filológus, romanista (t. 1924)
- Bedő Albert (1839–1918) erdőmérnök (l. 1880)
- *Bedő Zoltán (1951) agrobotanikus, növénynemesítő (l. 2004; r. 2010)
- Beély Fidél József (1807–1863) pedagógus, esztéta (l. 1839)
- Beér János Miklós (1923–2018) amerikai magyar vegyészmérnök (t. 1986)
- *Beer Tamás / Beer, Tom (1947) ausztráliai magyar meteorológus (t. 2010)
- Beke Manó (1862–1946) matematikus (l. 1914; kizárták 1920; l. visszaállítva 1945)
- Beke Ödön (1883–1964) nyelvész, finnugrista (l. 1945; r. 1958)
- Békefi Remig (1858–1924) egyháztörténész, művelődéstörténész (l. 1896; r. 1908)
- *Békés Ferenc (1947) ausztráliai magyar agrokémikus (k. 2013)
- Békésy György (1899–1972) amerikai magyar biofizikus (l. 1939; r. 1946; tagsága megszűnt 1946; r. visszaállítva 1989)
- Bélády László Antal (1928–2021) amerikai magyar informatikus (k. 1990)
- Belák Sándor, id. (1886–1947) biokémikus, hematológus, farmakológus (l. 1943)
- Belák Sándor, ifj. (1919–1978) agrogeológus (l. 1970)
- *Belák Sándor (1946) svédországi magyar állatorvos, mikrobiológus (k. 2007)
- Béll Béla (1908–1988) meteorológus (l. 1970; r. 1982)
- Bell, Thomas (1792–1880) angol zoológus (t. 1858)
- Bella Lajos (1850–1937) régész (l. 1926)
- Beloch, Karl Julius (1854–1929) német történész, gazdaságtörténész (t. 1926)
- Belting, Hans (1935–2023) német művészettörténész (t. 2010)
- *Bélyácz Iván (1949) közgazdász (l. 2004; r. 2010)
- Benczúr Gyula (1844–1920) festőművész (t. 1910)
- Benda Kálmán (1913–1994) történész (l. 1990; r. 1991)
- Bene Ferenc (1775–1858) orvos, belgyógyász (t. 1831)
- Benedek Pál (1921–2009) vegyészmérnök (l. 1973; r. 1987)
- *Benedek József (1969) romániai magyar földrajztudós, régiókutató (k. 2010)
- Benedikt Ottó (1897–1975) villamosmérnök (l. 1956; r. 1958)
- Benfey, Theodor (1809–1881) német nyelvész, filológus (t. 1863)
- Benkő Dániel (1799–1883) mezőgazdász, agrobotanikus (l. 1859)
- *Benkő Elek (1954) régész (l. 2016; r. 2022)
- Benkő Loránd (1921–2011) nyelvész, nyelvjáráskutató, tudománytörténész (l. 1965; r. 1976)
- Benkő Samu (1928–2021) romániai magyar művelődéstörténész (k. 1990)
- Benz, Walter (1931–2017) német matematikus (t. 2004)
- Benyovszky Zsigmond (1799–1873) publicista (l. 1832)
- Beöthy Ákos (1838–1904) politikus, publicista (l. 1902)
- Beöthy Leó (1839–1886) statisztikus, szociológus, közgazdász (l. 1877)
- Beöthy Zsolt (1848–1922) irodalomtörténész, esztéta (l. 1877; r. 1884; ig. 1893)
- Bérces Tibor (1932–2007) fizikokémikus (l. 1993; r. 1998)
- Berczik Árpád (1842–1919) író, drámaíró (l. 1888; r. 1907; t. 1916)
- *Berczik Árpád (1929) hidrobiológus, ökológus, zoológus (l. 1982; r. 1990)
- Bérczy Károly (1821–1867) író, publicista, műfordító (l. 1859)
- Berde Áron (1819–1892) meteorológus, közgazdász (l. 1858)
- Berde Botond (1919–2014) svájci magyar farmakológus (k. 1993)
- *Berend T. Iván (1930) gazdaságtörténész (l. 1973; r. 1979)
- Berényi Dénes (1928–2012) fizikus (l. 1973; r. 1985)
- *Berkowitz, Ross Stuart (1949) amerikai orvos, nőgyógyász, onkológus (t. 1998)
- Bernal, John Desmond (1901–1971) ír–angol fizikus (t. 1953)
- Bernard, Claude (1813–1878) francia orvos, fiziológus (t. 1873)
- Bernard, Jean Alfred (1907–2006) francia orvos, hematológus (t. 1979)
- Bernát István (1854–1942) agrárpolitikus, közgazdász (l. 1906; r. 1927)
- Berridge, Michael (1938–2020) brit orvos, fiziológus (t. 2013)
- Bertha Sándor (1796–1877) jogász, gazdaságpolitikus (l. 1839)
- Berthelot, Marcellin (1827–1907) francia kémikus, politikus (t. 1882)
- Bertrand, Alexandre (1820–1902) francia régész (t. 1880)
- Berzeviczy Albert (1853–1936) művelődéspolitikus, művészettörténész, történész (t. 1904; ig. 1904)
- Berzeviczy Vince (1781–1834) színigazgató (t. 1832)
- Berzsenyi Dániel (1776–1836) költő, publicista (r. 1830)
- Beszédes József (1787–1852) vízépítő mérnök (l. 1831)
- Besznyák István (1931–2017) orvos, sebész, onkológus (l. 1998; r. 2004)
- Bethlen István (1874–1946) politikus (t. 1928; kizárták 1945)
- Beudant, François Sulpice (1787–1850) francia mineralógus, geológus (t. 1833)
- Bezerédj Pál (1840–1918) mezőgazdász (t. 1917)
- Beznák Aladár (1901–1959) orvos, fiziológus (l. 1945; r. 1946; ig. 1946; tagsága megszűnt 1949; r. visszaállítva 1989)
- Bezold, Karl (1859–1922) német orientalista (t. 1913)
- Bibó István, ifj. (1911–1979) társadalomfilozófus, jogtudós, politikus (l. 1946; tan. 1949; l. visszaállítva 1989)
- Bielz, Eduard Albert (1827–1898) zoológus (l. 1873)
- Bierwisch, Manfred (1930–2024) német nyelvész (t. 1995)
- Bihari Ottó (1921–1983) jogtudós (l. 1973; r. 1979)
- Binding, Karl (1841–1920) német jogtudós (t. 1891)
- Birinyi K. Lajos / Kossuth Birinyi, Louis (1886–1941) amerikai magyar jogtudós, történész (t. 1926)
- Birk, Ernest (1810–1891) osztrák történész (t. 1872)
- *Biró A. Zoltán (1955) romániai magyar kulturális antropológus (k. 2022)
- Biró Ferenc (1904–2006) gépészmérnök (l. 1949; tagsága megszűnt 1960)
- *Biró László Péter (1955) szilárdtest-fizikus (l. 2013; r. 2019)
- *Biró Péter (1930) geodéta (l. 1985; r. 1990)
- Bíró Péter (1943–2021) hidrobiológus, limnológus, ökológus (l. 2001; r. 2007)
- Bíró Vencel (1885–1962) történész, egyháztörténész (l. 1941; tan. 1949; l. visszaállítva 1989)
- *Bitay Enikő (1960) romániai magyar kohómérnök (k. 2016)
- Bitnitz Lajos (1790–1871) római katolikus főpap, matematikus (r. 1830; t. 1847)
- *Bitskey István (1941) irodalomtörténész (l. 2004; r. 2013)
- Bittner, Ludwig (1877–1945) osztrák levéltáros, politikus (t. 1936)
- Bjerrum, Jannik (1909–1992) dán kémikus (t. 1983)
- *Blaskó Gábor (1950) farmakológus, vegyészmérnök (l. 2001; r. 2007)
- Bláthy Ottó Titusz (1860–1939) gépészmérnök (t. 1927)
- Blaydes, Frederick Henry Marvell (1818–1908) angol klasszika-filológus (t. 1894)
- Bleyer Jakab (1874–1933) irodalomtörténész, politikus (l. 1910)
- Blohincev, Dmitrij Ivanovics (1908–1979) orosz fizikus (t. 1961)
- Bock, Franz Johann Joseph (1823–1899) német művészettörténész, régész (t. 1872)
- Bócsa Iván (1926–2007) agrobotanikus (l. 1990; r. 1995)
- Bodánszky Miklós (1915–2007) amerikai magyar kémikus (k. 1990)
- Bodenstein, Max (1871–1942) német fizikokémikus (t. 1940)
- Bodi László (1922–2015) ausztráliai magyar germanista (k. 1995)
- Bodio, Luigi (1840–1920) olasz statisztikus, közgazdász (t. 1887)
- Bódiss Jusztin János (1863–1921) irodalomtörténész (l. 1911)
- Bodis-Wollner Iván (1937–2024) amerikai magyar neurológus (k. 2001)
- Bodnár János (1889–1953) vegyészmérnök, biokémikus (l. 1937; tan. 1949; l. visszaállítva 1989)
- Bodola Lajos (1859–1936) geodéta (l. 1905)
- *Bodor Miklós (1939) amerikai magyar farmakológus, vegyészmérnök (k. 1995)
- Boér Elek, ifj. (1899–1954) jogtudós, közgazdász (l. 1941; tan. 1949; l. visszaállítva 1989)
- Bogárdi János (1909–1998) vízépítő mérnök, hidrológus (l. 1962; r. 1973)
- Bogisich Mihály (1839–1919) zenetörténész, római katolikus főpap (l. 1880)
- Bognár András (1937–2019) horvátországi magyar földrajztudós (k. 1998)
- Bognár Géza (1909–1987) villamosmérnök (l. 1949; r. 1958)
- Bognár József (1917–1996) politikus, közgazdász (l. 1965; r. 1973)
- Bognár Rezső (1913–1990) kémikus, politikus (l. 1948; r. 1953)
- Bogoljubov, Nyikolaj Nyikolajevics (1909–1992) orosz matematikus, fizikus (t. 1979)
- Bohr, Niels (1885–1962) dán fizikus (t. 1938)
- Boissier, Marie-Louis-Antoine-Gaston (1823–1908) francia filológus (t. 1871)
- Boissier, Pierre Edmond (1810–1885) svájci botanikus, matematikus (t. 1871)
- Bojkó Miklós (1928–2009) ukrajnai magyar erdőmérnök, ökológus (k. 2004)
- Bóka László (1910–1964) irodalomtörténész, író, publicista (l. 1953)
- Bókay Árpád (1856–1919) orvos, belgyógyász, farmakológus (l. 1896)
- Bókay János, ifj. (1858–1937) orvos, gyermekgyógyász (l. 1923)
- *Bokor József (1948) villamosmérnök (l. 1998; r. 2001)
- Bolgár Elek (1883–1955) történész, publicista (t. 1945; r. 1949)
- *Bollobás Béla (1943) amerikai magyar matematikus (k. 1990)
- *Bollobás Enikő (1952) irodalomtörténész, amerikanista (l. 2019; r. 2025)
- Bolte, Johannes (1858–1937) német néprajzkutató (k. 1928k)
- Boltzmann, Ludwig Eduard (1844–1906) osztrák fizikus (t. 1900)
- Bolyai Farkas (1775–1856) matematikus (l. 1832)
- Bóna István (1930–2001) régész (l. 1990; r. 1998)
- Bopp, Franz (1791–1867) német nyelvész (t. 1858)
- *Bor Zsolt (1949) fizikus (l. 1990; r. 1995)
- Borbély Samu (1907–1984) matematikus, gépészmérnök (l. 1946; r. 1979)
- Borbiró Virgil (1893–1956) építész (l. 1948; tagsága megszűnt 1949; l. visszaállítva 1989)
- Boréa, Theofílu (1873–1954) görög filozófus, pszichológus (t. 1939)
- Borchard, Edwin (1884–1951) amerikai jogtudós (t. 1931)
- *Borhidi Attila (1932) botanikus, ökológus (l. 1993; r. 2001)
- *Borhy László (1963) régész (l. 2013; r. 2019)
- Bori Imre (1929–2004) szerbiai magyar irodalomtörténész (k. 1990)
- Borlaug, Norman (1914–2009) amerikai agrobotanikus, növénypatológus (t. 1980)
- Bornemisza Elemér (1930–2010) Costa Rica-i magyar talajkutató (k. 1993)
- *Boros Endre (1953) amerikai magyar matematikus (k. 2016)
- Borovszky Samu (1860–1912) történész (l. 1899)
- *Borsos Balázs (1961) etnográfus (l. 2019; r. 2025)
- Borzsák István (1914–2007) klasszika-filológus (l. 1982; r. 1987)
- Boskovits Miklós (1935–2011) olaszországi magyar művészettörténész (k. 1998)
- Bosworth, Clifford Edmund (1928–2015) angol történész, orientalista (t. 2004)
- Botka Tivadar (1802–1885) jogtudós, jogtörténész (l. 1847; r. 1872; t. 1877)
- Boué, Ami (1794–1881) osztrák geológus (t. 1860)
- Boutroux, Étienne Émile Marie (1845–1921) francia filozófus (t. 1913)
- Bowman, William Cameron (1930–2013) angol fiziológus (t. 1995)
- Bowring, John (1792–1872) angol közgazdász, nyelvész (t. 1832)
- Boyle, Peter (1951–2022) brit orvos, epidemiológus (t. 2010)
- *Bozó László (1962) meteorológus (l. 2007; r. 2013)
- Bozóky László (1911–1995) fizikus (l. 1973; r. 1982)
- Böckh Hugó (1874–1931) geológus (l. 1915)
- Böckh János (1840–1909) geológus, bányamérnök (l. 1876)
- Böhm, Jaroslav (1901–1962) cseh régész (t. 1955)
- Böhm Károly (1846–1911) filozófus (l. 1896; r. 1908)
- Bökönyi Sándor (1926–1994) régész, archeozoológus (l. 1985; r. 1990)
- Bölcskei Elemér (1917–1977) építőmérnök (l. 1967)
- Bölöni Farkas Sándor (1795–1842) utazó, publicista (l. 1834)
- Böök, Martin Fredrik (1883–1961) svéd irodalomtörténész (t. 1932)
- *Börner, Andreas (1959) német növénynemesítő (t. 2022)
- Bragg, William Henry (1862–1942) angol fizikus, kémikus (t. 1940)
- Brandi, Karl (1868–1946) német történész (t. 1938)
- Brassai Sámuel (1797–1897) természettudós, nyelvész, filozófus (l. 1837; r. 1865; t. 1887)
- *Brassai Zoltán (1935) romániai magyar orvos, belgyógyász (k. 1998)
- Braudel, Fernand Paul Achille (1902–1985) francia történész (t. 1981)
- Braunstejn, Alekszandr Jefszejevics (1902–1986) orosz biokémikus (t. 1979)
- *Brem, Gottfried (1953) osztrák biotechnológus, genetikus (t. 2004)
- Brentano, Lujo (1844–1931) német közgazdász (t. 1915)
- Bresslau, Harry (1848–1926) német történész (t. 1915)
- Bresztyenszky Adalbert (1786–1850) matematikus (l. 1836)
- Brezsnyev, Dmitrij Danyilovics (1905–1982) orosz agrármérnök, növénynemesítő (t. 1973)
- Bright, Richard (1789–1858) angol orvos, utazó (t. 1833)
- Brisits Frigyes (1890–1969) irodalomtörténész (l. 1934; tagsága megszűnt 1949; l. visszaállítva 1989)
- Broca, Pierre Paul (1824–1880) francia orvos, anatómus, antropológus (t. 1876)
- Brockelmann, Carl (1868–1956) német filológus, arabista, orientalista (t. 1935)
- Broms, Bengt Henry (1929–2023) finn jogtudós (t. 1988)
- Bruckner Győző (1877–1962) jogtörténész, művelődéstörténész (l. 1926; tan. 1949; l. visszaállítva 1989)
- Bruckner Győző (1900–1980) kémikus (l. 1946; r. 1949)
- Brugmann, Karl Friedrich Christian (1849–1919) német nyelvész (t. 1900)
- Bruner, Jerome Seymour (1915–2016) amerikai pszichológus (t. 2001)
- Bruns, Ernst Heinrich (1848–1919) német matematikus, csillagász (t. 1916)
- Brusa, Emilio (1843–1908) olasz jogtudós, kriminológus (t. 1906)
- Brusina, Spiridion (1845–1908) horvát zoológus, hidrobiológus (l. 1891)
- *Brussel, Hendrik van (1944) belga gépész- és villamosmérnök (t. 2013)
- Bubics Zsigmond (1821–1907) római katolikus főpap, művészettörténész, történész (l. 1893; t. 1900)
- Buchböck Gusztáv (1869–1935) fizikokémikus (l. 1907)
- *Buckeridge, John (1949) új-zélandi geokémikus (t. 2010)
- *Bucsky Péter (1946) németországi magyar orvos, immunológus (t. 2019)
- *Buczolich Zoltán (1961) matematikus (l. 2022)
- Buczy Emil (1782–1839) költő, esztéta (l. 1832)
- Budai Ézsaiás (1766–1841) történész, klasszika-filológus (t. 1831)
- Buday Kálmán (1863–1937) orvos, patológus (l. 1913; r. 1931)
- Buday László (1873–1925) statisztikus (l. 1914)
- *Buday László (1963) biokémikus (l. 2013; r. 2019)
- Budenz József (1836–1892) nyelvész (l. 1861; r. 1871)
- Budó Ágoston (1914–1969) fizikus (l. 1950; r. 1960)
- Bugarszky István (1868–1941) kémikus (l. 1899)
- Bugát Pál (1793–1865) orvos, nyelvész (r. 1830)
- Bulla Béla (1906–1962) földrajztudós (l. 1946; tan. 1949; l. újraválasztva 1954)
- Bunsen, Robert Wilhelm Eberhard (1811–1899) német kémikus (t. 1858)
- Bunyitay Vince (1837–1915) egyháztörténész (l. 1884)
- *Burgdörfer, Joachim (1953) osztrák fizikus (t. 2010)
- Burger Kálmán (1929–2000) kémikus (l. 1990; r. 1993)
- *Burkard, Rainer Ernst (1943) osztrák matematikus (t. 1998)
- Bury, John Bagnell (1861–1927) ír klasszika-filológus, bizantinológus (t. 1910)
- Butler, Edward Dundas (1842–1919) angol nyelvész, könyvtáros (t. 1881)
- Butler, Nicholas Murray (1862–1947) amerikai filozófus, pedagógus (t. 1932)
- Buza László (1885–1969) jogtudós (l. 1938; r. 1946)
- Buzágh Aladár (1895–1962) kémikus (l. 1938; r. 1946; ig. 1946–1949)
- *Buzás Edit (1959) orvos, immunológus (l. 2019; r. 2025)
- *Buzsáki György (1949) amerikai magyar fiziológus, neurobiológus (k. 2001)
- Bühler, Karl (1879–1963) német pszichológus (t. 1937)

### C
- Caglioti, Luciano (1933–2021) olasz kémikus (t. 1995)
- Cajander, Aimo Kaarlo (1879–1943) finn erdőmérnök, botanikus, politikus (k. 1928k)
- Calice, Franz (1875–1935) osztrák régész (t. 1931)
- Čamprag Dusán / Čamprag, Dušan (1925–2021) szerb–magyar agrármérnök, entomológus (k. 2004)
- Candolle, Alphonse Pyrame de (1806–1893) svájci botanikus (t. 1876)
- Cantù, Cesare (1804–1895) olasz író, történész (k. 1858)
- Capasso, Bartolomeo (1815–1900) olasz történész (t. 1884)
- *Carleson, Lennart Axel Edvard (1928) svéd matematikus (t. 1986)
- Cassin, John (1813–1869) amerikai zoológus, ornitológus (t. 1863)
- Cayley, Arthur (1821–1895) angol matematikus (k. 1881)
- Čermák, Jan Nepomuk (1828–1873) cseh orvos, fiziológus (t. 1868)
- Cernătescu, Radu (1894–1958) román kémikus (t. 1953)
- *Changeux, Jean-Pierre (1936) francia neurobiológus (t. 2004)
- Chantre, Ernest (1843–1924) francia régész, antropológus (t. 1881)
- Che, Michel (1941–2019) francia fizikokémikus (t. 1993)
- *Chikán Attila (1944) közgazdász (l. 2010; r. 2016)
- Chlumecký, Petr (1825–1863) cseh történész (t. 1858)
- Chmel, Joseph (1798–1858) osztrák levéltáros, történész (t. 1847)
- Cholnoky Jenő (1870–1950) földrajztudós (l. 1920; tan. 1949; l. visszaállítva 1989)
- Cholnoky László (1899–1967) kémikus, farmakológus (l. 1960)
- *Chua, Leon Ong (1936) amerikai villamosmérnök, informatikus (t. 2007)
- Chuquet, Arthur Maxime (1853–1925) francia történész (t. 1911)
- Chyzer Kornél (1836–1909) orvos, zoológus (l. 1861)
- Cicin, Nyikolaj Vasziljevics (1898–1980) orosz agrobotanikus (t. 1976)
- Claparède, Alexandre (1858–1913) svájci kémikus, egyháztörténész (t. 1911)
- Clausen, Hjalmar (1905–1983) dán agrármérnök (t. 1967)
- Clausius, Rudolf Julius Emanuel (1822–1888) német fizikus, matematikus (t. 1872)
- *Cloetingh, Sierd (1950) holland geofizikus (t. 2016)
- Cocking, Edward Charles Daniel (1931–2023) angol botanikus (t. 1995)
- Colasanti, Arduino (1877–1935) olasz művészettörténész (t. 1927)
- Collinder, Björn (1894–1983) svéd nyelvész (t. 1937)
- Concha Győző (1846–1933) jogtudós (l. 1886; r. 1900; ig. 1914; t. 1931)
- Corzan Avendano Gábor (1827–1903) matematikus (l. 1864)
- Cotel Ernő (1879–1954) kohómérnök (l. 1945; tan. 1949; l. visszaállítva 1989)
- Cotta, Carl Bernhard von (1808–1879) német geológus (t. 1874)
- Cowey, Alan (1935–2012) brit biológus (t. 2010)
- Croiset, Alfred (1845–1923) francia klasszika-filológus, hellenológus (t. 1903)
- Curtius, Georg (1820–1885) német klasszika-filológus (t. 1873)
- *Cvetityánin Lívia (1952) szerbiai magyar gépészmérnök (k. 2025)
- Czech János (1798–1854) történész, levéltáros (l. 1832; r. 1832)
- Czelnai Rudolf (1932–2025) meteorológus (l. 1976; r. 1987)
- Czettler Jenő (1879–1954) közgazdász, agrárpolitikus (l. 1922; tan. 1949; l. visszaállítva 1989)
- Czibere Tibor (1930–2023) gépészmérnök (l. 1976; r. 1985)
- *Czigány Tibor (1963) gépészmérnök (l. 2013; r. 2019)
- Czinár Mór Pál (1787–1875) levéltáros, történész (l. 1858)
- Cziráky Antal Mózes (1772–1852) politikus, jogtudós (l. 1830)
- Cziráky János (1818–1884) politikus (ig. 1853)
- Czobor Béla (1852–1904) művészettörténész, régész (l. 1881; r. 1899)
- Czuczor Gergely (1800–1866) nyelvész, költő (l. 1831; r. 1836)

### Cs
- *Csaba László (1954) közgazdász (l. 2007; r. 2013)
- *Csabai István (1965) fizikus (l. 2019; r. 2025)
- *Cságoly Ferenc (1948) építész (l. 2007; r. 2013)
- *Csáki Csaba (1940) agrárközgazdász (l. 1987; r. 1993)
- Csáki Frigyes (1921–1977) villamosmérnök (l. 1965; r. 1976)
- *Csákiné Michéli Erika (1959) talajtanász (l. 2019; r. 2025)
- Csáky Albin (1841–1912) politikus (ig. 1891)
- Csáky Károly (1783–1846) nagybirtokos, főispán (ig. 1838)
- *Csáky Móric (1936) ausztriai magyar történész, művelődéstörténész (k. 1998)
- Csanádi György (1905–1974) közlekedéspolitikus, vasútépítő mérnök (l. 1958; r. 1970)
- *Csanády László (1971) orvos, molekuláris biológus (l. 2025)
- *Csandra, Lokes (1927) indiai vallásfilozófus (t. 1984)
- Csánki Dezső (1857–1933) történész, levéltáros (l. 1891; r. 1900; ig. 1925)
- *Csankvetadze, Bezhan (1957) georgiai gyógyszervegyész (t. 2025)
- Csányi Dániel (1820–1867) matematikus, építőmérnök (l. 1863)
- *Csányi Vilmos (1935) biológus, etológus (l. 1995; r. 2001)
- Csaplár Benedek (1821–1906) irodalomtörténész (l. 1886)
- Császár Ákos (1924–2017) matematikus (l. 1970; r. 1979)
- *Császár Attila Géza (1959) kémikus (l. 2022)
- Császár Elemér (1874–1940) irodalomtörténész (l. 1909; r. 1922; ig. és t. 1938)
- Császár Elemér (1891–1955) fizikus (l. 1928; tagsága megszűnt 1949)
- Császár Ferenc (1807–1858) költő, publicista, jogtudós (l. 1832; t. 1847)
- Császka György (1826–1904) római katolikus főpap (ig. 1895)
- Csathó Kálmán (1881–1964) író, színházi rendező (l. 1933; tagsága megszűnt 1949; l. visszaállítva 1989)
- *Csató Éva (1948) svédországi magyar turkológus (k. 2025)
- Csató Pál (1804–1841) író, publicista (l. 1832)
- Csatskó Imre (1804–1874) jogtudós (l. 1839)
- Csazov, Jevgenyij Ivanovics (1929–2021) orosz orvos, kardiológus (t. 1988)
- Csécsi Nagy Imre (1804–1847) orvos, mineralógus (l. 1844)
- Csefkó Gyula (1878–1954) nyelvész (l. 1943; tan. 1949; l. visszaállítva 1989)
- Cseh-Szombathy László (1925–2007) szociológus, statisztikus (l. 1993; r. 2001)
- Cselőtei László (1925–2012) agrár- és kertészmérnök (l. 1970; r. 1976)
- Csengery Antal (1822–1880) politikus, publicista, közgazdász (l. 1847; r. 1858; ig. 1870)
- Csengery János Ferenc (1856–1945) klasszika-filológus, műfordító (l. 1892; r. 1920; t. 1930)
- *Csépe Valéria (1951) pszichológus (l. 2007; r. 2019)
- *Csermely Péter (1958) biokémikus, hálózatkutató (l. 2013; r. 2019)
- Cserna János (1795–1890) mezőgazdász, geodéta (l. 1832)
- *Csernai László Pál (1949) norvégiai magyar atomfizikus (k. 2004)
- *Csernicskó István (1973) ukrajnai magyar nyelvész (k. 2022)
- Csernoch János (1852–1927) római katolikus főpap (ig. 1915)
- Csernokolev, Titko (1910–1965) bolgár közgazdász, gazdaságpolitikus (t. 1964)
- Csetri Elek (1924–2010) romániai magyar történész (k. 1990)
- *Csiba László (1952) orvos, neurológus (l. 2016; r. 2022)
- Csibi Sándor (1927–2003) híradás-technikai mérnök (l. 1979; r. 1987)
- Csibi Vencel-József (1945–2019) romániai magyar gépészmérnök (k. 2010)
- Csik Lajos (1902–1962) orvos, genetikus, fiziológus (l. 1947; tan. 1949; l. visszaállítva 1989)
- Csikai Gyula (1930–2021) atomfizikus (l. 1973; r. 1985)
- Csiki Ernő (1875–1954) entomológus (l. 1925; tan. 1949; l. visszaállítva 1989)
- Csikós Nagy Béla (1915–2005) közgazdász, gazdaságpolitikus (l. 1982; r. 1987)
- Csíkszentmihályi Mihály (1934–2021) amerikai magyar pszichológus, pedagógus (k. 1998)
- Csiky Gergely (1842–1891) drámaíró, műfordító (l. 1879)
- *Csiszár Imre (1938) matematikus (l. 1990; r. 1995)
- Csizmadia Ernő (1924–1984) agrárközgazdász (l. 1973; r. 1979)
- Csizmadia Imre Gyula (1932–2022) kanadai magyar kémikus (k. 2004)
- Csoma József (1848–1917) történész, heraldikus (l. 1900)
- Csonka Pál (1896–1987) építőmérnök (l. 1967, tényleges megválasztását politikai beavatkozással meghiúsították, tagsága megerősítve 1990)
- Csontosi János (1846–1918) könyvtáros (l. 1883)
- Csorba József (1789–1858) orvos, fizikus (l. 1832)
- *Csörgő Miklós (1932) kanadai magyar matematikus (k. 1995)
- Csörgő Sándor (1947–2008) matematikus (l. 2001; r. 2007)
- *Csörnyei Marianna (1975) amerikai magyar matematikus (k. 2019)
- Csukás Zoltán (1900–1957) mezőgazdász, állatorvos (l. 1954)
- Csumakov, Mihail Petrovics (1909–1993) orosz mikrobiológus (t. 1979)
- *Csurgay Árpád (1936) informatikus, villamosmérnök (l. 1985; r. 1993)
- Csűrös István (1914–1998) romániai magyar botanikus (k. 1995)
- Csűrös Zoltán (1901–1979) vegyészmérnök (l. 1946; r. 1946)
- Csűry Bálint (1886–1941) nyelvész (l. 1927)

### D
- Dąbrowski, Jan Konstanty (1890–1965) lengyel történész (t. 1924)
- Daday Jenő (1855–1920) zoológus, hidrobiológus (l. 1889; r. 1910)
- *Daim, Falko (1953) osztrák régész (t. 2016)
- Dakov, Mako Petrov (1920–2006) bolgár erdőmérnök (t. 1986)
- *Dallos, Peter (1934) amerikai magyar fiziológus (t. 2004)
- Damjanovich Sándor (1936–2017) orvos, biofizikus, citológus (l. 1982; r. 1990)
- Dana, James Dwight (1813–1895) amerikai geológus, mineralógus, zoológus (t. 1863)
- Danielik Nepomuk János (1817–1888) római katolikus főpap, egyháztörténész, publicista (t. 1858)
- Dankó József Károly (1829–1895) római katolikus főpap, egyháztörténész (l. 1881)
- Darányi Ignác (1849–1927) agrárpolitikus (t. 1909)
- Darboux, Jean Gaston (1842–1917) francia matematikus (t. 1902)
- *D’Argenio, Bruno (1935) olasz geológus (t. 2013)
- Darkó Jenő (1880–1940) klasszika-filológus, bizantinológus (l. 1913)
- Daróczy Zoltán (1938–2023) matematikus (l. 1985; r. 1990)
- Darwin, Charles Robert (1809–1882) angol természettudós, biológus (t. 1872)
- Darwin, George Howard (1845–1912) angol csillagász, matematikus (t. 1908)
- Daszkalov, Hriszto (1903–1983) bolgár növénynemesítő (t. 1970)
- Dausset, Jean-Baptiste-Gabriel-Joachim (1916–2009) francia orvos, immunológus, hematológus (t. 1981)
- *Dávidházi Péter (1948) irodalomtörténész (l. 2010; r. 2016)
- Davis, Joseph Barnard (1801–1881) angol orvos (t. 1880)
- Deák Farkas (1832–1888) író, történész (l. 1876; r. 1885)
- Deák Ferenc (1803–1876) politikus, jogtudós (t. 1839; ig. 1855)
- Deák István (1926–2023) amerikai magyar történész (k. 1990)
- Deáki Filep Sámuel (1784–1855) költő, műfordító (l. 1831)
- Deáky Zsigmond (1795–1872) költő, nyelvész (l. 1832; t. 1858)
- *Debreczeni Attila (1959) irodalomtörténész (l. 2019; r. 2025)
- Debye, Peter Joseph William (1884–1966) amerikai holland fizikokémikus (t. 1940)
- Déchy Mór (1851–1917) utazó, Kaukázus-kutató (l. 1909)
- Dedek Crescens Lajos (1862–1933) egyháztörténész (l. 1926)
- Deér József (1905–1972) történész (l. 1945; tagsága megszűnt 1948; l. visszaállítva 1989)
- Degen Árpád (1866–1934) botanikus (l. 1916; r. 1928)
- *Dehaene, Stanislas (1965) francia pszichológus (t. 2025)
- De Gerando Ákos (1819–1849) francia származású író (k. 1846)
- *Dékány Imre (1946) kémikus (l. 2001; r. 2007)
- Dékány István (1886–1965) filozófus, szociológus (l. 1922; tan. 1949; l. visszaállítva 1989)
- *Deli Mária (1964) biofizikus (l. 2022)
- Del Vecchio, Giorgio (1878–1970) olasz jogtudós (t. 1934)
- Demain, Arnold L. (1927–2020) amerikai mikrobiológus (t. 2001)
- Dembowski, Jan Bohdan (1889–1963) lengyel biológus (t. 1955)
- *Demcsenko, Olekszandr Petrovics (1944) ukrán biológus (t. 2010)
- *Demény Attila (1962) geológus, geokémikus (l. 2010; r. 2016)
- Demény Lajos (1926–2010) romániai magyar történész, művelődéstörténész (k. 1995)
- Demény Pál György (1932–2024) amerikai magyar demográfus (k. 2001)
- *Demetrovics János (1946) matematikus, informatikus (l. 1987; r. 1995)
- *Demetrovics Zsolt (1971) pszichológus (l. 2022)
- Demidov, Anatolij Nyikolajevics (1812–1870) orosz nagyiparos, utazó, mecénás (t. 1858)
- *Dénes Ádám (1977) neurobiológus (l. 2025)
- Dénes Géza (1925–2009) biokémikus (l. 1973; r. 1985)
- Denis, Ernest (1849–1921) francia történész (t. 1906)
- Dennett, Daniel (1942–2024) amerikai filozófus (t. 2001; lemondott, 2016[2])
- Dercourt, Jean (1935–2019) francia geológus (t. 1995)
- *Derényi Imre (1970) fizikus (l. 2022)
- Des Cloizeaux, Alfred (1817–1897) francia mineralógus (t. 1875)
- Dessewffy Aurél (1808–1842) publicista, politikus (l. 1833)
- Dessewffy Aurél (1846–1928) politikus (ig. 1883)
- Dessewffy Emil (1814–1866) politikus, közgazdász (l. 1843; ig. 1853; t. 1858)
- Dessewffy József (1771–1843) politikus, publicista (ig. 1830; t. 1831)
- Dethier, Philipp Anton (1803–1881) francia történész, orientalista (t. 1869)
- Detre László (1906–1974) csillagász (l. 1946; tan. 1949; l. újraválasztva 1955; r. 1973)
- Detrekői Ákos (1939–2012) geodéta (l. 1990; r. 1995)
- Deutsch Gyula (1931–2011) belgiumi magyar fizikus (k. 2010)
- Dézsi Lajos (1868–1932) irodalomtörténész (l. 1906; r. 1923)
- Diczfalusy Egon (1920–2016) svédországi magyar orvos, endokrinológus (k. 1998)
- *Diehl, Volker (1938) német orvos, onkológus (t. 1998)
- *Di Francesco, Amedeo (1946) olasz irodalomtörténész (t. 2025)
- Dikov, Ljuben (1895–1973) bolgár jogtudós (t. 1940)
- Dimény Imre (1922–2017) agrármérnök (l. 1982; r. 1990)
- Dimitrakopúlosz, Rúszosz (1958) görög-kanadai bányamérnök (t. 2007, lemondott)
- *Dingwell, Donald (1958) kanadai-német vulkanológus (t. 2025)
- Dirac, Paul (1902–1984) angol fizikus (t. 1979)
- Divald Adolf (1828–1891) erdőmérnök (l. 1864)
- Divald Kornél (1872–1931) művészettörténész (l. 1911)
- Divéky Adorján (1880–1965) történész (l. 1930; tan. 1949; l. visszaállítva 1989)
- Dobb, Maurice Herbert (1900–1976) angol közgazdász (t. 1973)
- Dobrzański, Bohdan (1909–1987) lengyel agrofizikus (t. 1976)
- *Dobozy Attila (1939) orvos, dermatológus, immunológus (l. 1998; r. 2004)
- Doby Géza (1877–1968) biokémikus, növényfiziológus (l. 1934; r. 1946; tan. 1949; l. visszaállítva 1989)
- *Dóczi Tamás Péter (1949) orvos, idegsebész (l. 2007; r. 2013)
- Dohovics Vazul (1783–1849) filozófus (l. 1831)
- Dohrn, Anton (1840–1909) német zoológus (t. 1892)
- Dohy János (1934–2002) agrármérnök, biotechnológus (l. 1993; r. 1998)
- Domanovszky Endre (1817–1895) filozófus (l. 1871)
- Domanovszky Sándor (1877–1955) történész (l. 1915; r. 1926; ig. 1933–1946; t. 1940; tan. 1949; t. visszaállítva 1989)
- Domokos Gábor (1933–2022) amerikai magyar fizikus (k. 1995)
- *Domokos Gábor (1961) építészmérnök, matematikus (l. 2004; r. 2010)
- *Domokos Péter (1970) kvantumfizikus (l. 2013; r. 2019)
- Donhoffer Szilárd (1902–1999) orvos, belgyógyász (l. 1964; r. 1973)
- Donner, Otto (1835–1909) finn nyelvész (t. 1876)
- Dopsch, Alfons (1868–1953) osztrák történész (t. 1927)
- Dorner József (1808–1873) botanikus, gyógyszerész (l. 1858)
- Dósa Elek (1803–1867) jogtudós, publicista (l. 1861; t. 1865)
- Downs, Diarmuid (1922–2014) angol gépészmérnök (t. 1988)
- Döbrentei Gábor (1785–1851) író, műfordító, publicista (r. 1830)
- Döme Károly (1768–1845) író, műfordító (t. 1831)
- *Dressler, Wolfgang U. (1939) osztrák nyelvész (t. 2004)
- Dubinyin, Mihail Mihajlovics (1901–1993) orosz fizikokémikus (t. 1953)
- Du Bois, William Edward Burghardt (1868–1963) amerikai szociológus, történész (t. 1958)
- Du Bois-Reymond, Emil Heinrich (1818–1896) német fiziológus (t. 1893)
- Duby, Georges (1919–1997) francia történész (t. 1986)
- Dudich Endre (1895–1971) zoológus (l. 1932; r. 1942; tan. 1949; l. újraválasztva 1951; r. újraválasztva 1964)
- Dudík, Beda František (1815–1890) cseh egyháztörténész (t. 1864)
- *Dudits Dénes (1943) agrármérnök, biotechnológus (l. 1990; r. 1995)
- Duka Tivadar (1825–1908) katonaorvos, természetrajzi gyűjtő (l. 1863; t. 1900)
- Dumas, Jean-Baptiste (1800–1884) francia kémikus (t. 1858)
- *Dunai László (1958) építőmérnök (l. 2016; r. 2022)
- *Dunbar, Robin (1947) brit antropológus, pszichológus (t. 2022)
- *Dunkl István (1959) németországi magyar geológus (k. 2022)
- DuPonceau, Peter Stephen (1760–1844) amerikai francia nyelvész, filozófus, jogtudós (t. 1833)
- Durand-Delga, Michel (1923–2012) francia geológus (t. 1998)
- Dussieux, Louis (1815–1894) francia történész, földrajztudós (t. 1846; tagságáról lemondott 1867)
- *Dusza János (1952) szlovákiai magyar fizikus (k. 2007)
- Dzjalosinszkij, Igor Jehieljevics / Dzyaloshinski, Igor (1931–2021) orosz-amerikai fizikus (t. 2010)

### E, É
- *Easterling, Patricia Elizabeth (1934) brit klasszika-filológus (t. 2013)
- Éber László (1871–1935) művészettörténész (l. 1914; kizárták 1920; l. visszaállítva 1989)
- Ebers, Georg (1837–1898) német egyiptológus, író (t. 1877)
- Eckhardt Sándor (1890–1969) irodalomtörténész, nyelvész (l. 1942; ig. 1946–1949; r. 1947; tan. 1949; r. visszaállítva 1989)
- Eckhardt Sándor (1927–2016) orvos, onkológus, farmakológus (l. 1985; r. 1990)
- Eckhart Ferenc (1885–1957) jog- és gazdaságtörténész (l. 1919; r. 1934; ig. 1945–1946; tan. 1949; r. visszaállítva 1989)
- Eddington, Arthur Stanley (1882–1944) angol matematikus, asztrofizikus (t. 1932)
- Edvi Illés Károly (1842–1919) jogtudós (l. 1895)
- Edvi Illés Pál (1793–1871) teológus (l. 1835)
- Egerváry Jenő (1891–1958) matematikus (l. 1943; r. 1946; ig. 1946–1949)
- *Egyed Ákos (1929) romániai magyar történész (k. 1990)
- Egyed Antal (1779–1862) költő, műfordító (l. 1833)
- Egyed László (1914–1970) geofizikus (l. 1960; r. 1970)
- Ehrle, Franz (1845–1934) német római katolikus főpap, levéltáros, történész (t. 1913)
- Eigen, Manfred (1927–2019) német biofizikus (t. 1990)
- Elekes Lajos (1914–1982) történész (l. 1965; r. 1973)
- *Élesztős Pál (1948) szlovákiai magyar hegesztőmérnök (l. 2022)
- Ember Győző (1909–1993) történész, levéltáros (l. 1945; r. 1961)
- Endrődi Sándor (1850–1920) költő, író (l. 1899)
- Engel, Ernst (1821–1896) német statisztikus, közgazdász (t. 1869)
- Engel József (1807–1870) orvos, gyógyszerész (l. 1859)
- Engel Pál (1938–2001) történész (l. 1995; r. 2001)
- *Engelbrecht, Jüri (1939) észt gépészmérnök (t. 1998)
- Engler, Adolf (1844–1930) német botanikus (t. 1914)
- Entz Béla (1877–1959) orvos, patológus (l. 1945)
- Entz Ferenc (1805–1877) kertészmérnök, ampelológus (l. 1858)
- Entz Géza, id. (1842–1919) zoológus, mikrobiológus (l. 1883; r. 1890; ig. 1909)
- Entz Géza, ifj. (1875–1943) zoológus, hidrobiológus (l. 1910; r. 1932)
- Enyedi György (1930–2012) társadalomföldrajz-tudós, közgazdász (l. 1982; r. 1990)
- Eörsi Gyula (1922–1992) jogtudós (l. 1962; r. 1973)
- Eötvös József (1813–1871) író, politikus (l. 1835; t. 1839; ig. 1855)
- Eötvös Loránd (1848–1919) fizikus, művelődéspolitikus (l. 1873; r. 1883; ig. 1906)
- Ercsei Dániel (1781–1836) filozófus (l. 1831)
- *Erdei Anna (1951) biológus, immunológus (l. 2004; r. 2010)
- Erdei Ferenc (1910–1971) agrárközgazdász, szociográfus, politikus (l. 1948; r. 1956)
- Erdélyi János (1814–1868) költő, esztéta, filozófus (l. 1839; r. 1858)
- Erdélyi László Gyula (1868–1947) művelődéstörténész (l. 1905)
- Erdey László (1910–1970) kémikus (l. 1951; r. 1955)
- Erdey-Grúz Tibor (1902–1976) kémikus (l. 1943; r. 1948)
- *Erdő Péter (1952) római katolikus főpap, egyházjogász, egyháztörténész (l. 2007; r. 2013)
- Erdődy Sándor Lajos (1802–1881) politikus (ig. 1877)
- Erdős G. Ervin (1922–2019) amerikai magyar farmakológus, biokémikus (k. 1995)
- *Erdős László (1966) ausztriai magyar matematikus (k. 2016)
- Erdős Pál (1913–1996) matematikus (l. 1956; r. 1962)
- Erdős Péter (1910–1990) közgazdász (l. 1973; r. 1979)
- Erdős Tibor (1928–2022) közgazdász (l. 1987; r. 1993)
- Érdy János (1796–1871) történész, régész, numizmata (l. 1832; r. 1832)
- Ereky István (1876–1943) jogtudós (l. 1921; r. 1934)
- Eren, Hasan (1919–2007) török nyelvész (t. 1988)
- Érkövy Adolf (1818–1883) közgazdász (l. 1864)
- Erman, Adolf (1854–1937) német egyiptológus (t. 1914)
- Ernst Jenő (1895–1981) biofizikus, biokémikus (l. 1946; r. 1946)
- Ernster László / Ernster, Lars (1920–1998) svédországi magyar biokémikus (t. 1981)
- Ernszt, Lev Konsztantyinovics (1929–2012) orosz agrármérnök (t. 1998)
- Eser, Albin (1935–2023) német jogtudós (t. 1993)
- Esterházy Miklós (1869–1920) nagybirtokos, politikus (ig. 1914)
- Esterházy Pál (1901–1989) nagybirtokos (ig. 1940–1945)
- Esterházy Pál Antal (1786–1866) nagybirtokos, politikus (ig. 1853)
- Ettingshausen, Andreas von (1796–1878) osztrák matematikus, fizikus (t. 1858)
- *Evans, Robert John Weston (1943) angol történész (t. 1995)
- Ewald, Georg Heinrich August (1803–1875) német orientalista, teológus (k. 1859)

### F
- Fábián Gábor (1795–1877) író, műfordító (l. 1832; r. 1835)
- Fábián István (1809–1871) nyelvész (l. 1858)
- *Fábián István (1956) kémikus (l. 2025)
- Fabinyi Rudolf (1849–1920) kémikus (l. 1891; r. 1915)
- Fabinyi Tihamér (1890–1953) jogtudós, bankár, politikus (ig. 1940–1945; tagsága megszűnt 1945)
- Fabó András (1810–1874) evangélikus lelkész, egyháztörténész (l. 1864)
- Fabriczy Kornél (1839–1910) művészettörténész (t. 1903)
- Fabriczy Sámuel (1771–1858) jogtudós (l. 1832)
- Fabritius, Karl (1826–1881) evangélikus lelkész, politikus, levéltáros (l. 1872)
- *Fábry Zsuzsanna (1956) amerikai magyar biológus, immunológus (k. 2013)
- *Faigel Gyula (1954) fizikus (l. 2001; r. 2007)
- Fáj Attila (1922–2013) olaszországi magyar irodalomtörténész, filozófus (k. 1998)
- Falk Miksa (1828–1908) publicista, politikus (l. 1861)
- Fallmerayer, Jakob Philipp (1790–1861) osztrák történész, utazó (t. 1858)
- *Falus András (1947) immunológus, genetikus (l. 2001; r. 2007)
- Falusné Szikra Katalin (1924–2006) közgazdász (l. 1976; r. 1985)
- Faraday, Michael (1791–1867) angol fizikokémikus (t. 1858)
- *Faragó Béla (1958) franciaországi magyar szilárdtest-fizikus (k. 2019)
- Faragó József (1922–2004) romániai magyar néprajzkutató, folklorista (t. 1988)
- *Faragó Sándor (1953) erdőmérnök (l. 2022)
- Farkas Gábor (1925–1986) botanikus, növényfiziológus, biokémikus (l. 1964; r. 1976)
- Farkas Gyula (1847–1930) matematikus, fizikus (l. 1898; r. 1914)
- Farkas József (1933–2014) vegyészmérnök, mikrobiológus (l. 1990; r. 2001)
- *Farkas Katalin (1970) ausztriai magyar filozófus (k. 2025)
- Farkas Lajos (1841–1921) jogtudós (l. 1893)
- Farkas Loránd (1914–1986) vegyészmérnök, kémikus (l. 1973)
- Farkas Tibor (1929–2003) biokémikus, sejtbiológus (l. 1990; r. 1998)
- Farsang Andrea (1967–2022) földrajztudós (l. 2022)
- Fáy András (1786–1864) író, politikus (t. 1831; ig. 1845)
- Fayer László (1842–1906) jogtudós (l. 1894)
- Fazekas Patrik (1945–2007) fizikus (l. 2007)
- Fedele, Pietro (1873–1943) olasz történész (t. 1939)
- Fedoszejev, Pjotr Nyikolajevics (1908–1990) orosz filozófus (t. 1960)
- Fehér Dániel (1890–1955) erdőmérnök, botanikus (l. 1954)
- Fehér Ipoly Kálmán (1842–1909) bencés szerzetes, pedagógus (t. 1896)
- Fehér M. István (1950–2021) filozófus (l. 2007; r. 2013)
- Fejér Lipót (1880–1959) matematikus (l. 1908; r. 1930; t. 1946; ig. 1946–1949; r. visszaminősítve 1949)
- Fejérpataky László (1857–1923) történész (l. 1884; r. 1893)
- Fejes Tóth László (1915–2005) matematikus (l. 1962; r. 1970)
- Fejtő Ferenc (1909–2008) franciaországi magyar publicista, irodalomtörténész, történész (k. 2001)
- Fekete Gábor (1930–2016) ökológus, botanikus (l. 1987; r. 1995)
- Fekete Jenő (1880–1943) geofizikus (l. 1941)
- Fekete Lajos (1837–1916) erdőmérnök, botanikus (l. 1910)
- Fekete Lajos (1891–1969) történész, turkológus (l. 1937; r. 1961)
- Fekete Zoltán (1877–1962) erdőmérnök (l. 1941)
- *Felinger Attila (1961) vegyészmérnök (l. 2016; r. 2022)
- *Fellegi Iván Péter (1935) kanadai magyar statisztikus (k. 2004)
- Fellner Frigyes (1871–1945) közgazdász (l. 1915; r. 1936)
- Felsőbüki Nagy Pál (1777–1857) politikus (ig. 1830)
- Fenzl, Eduard (1808–1879) osztrák botanikus (t. 1871)
- Fényes Elek (1807–1876) statisztikus, közgazdász, politikus (l. 1837; r. 1858; l. visszaminősítve 1867)
- Fényi Gyula (1845–1927) csillagász (l. 1916)
- Fenyves Ervin (1924–2014) amerikai magyar fizikus (k. 1998)
- I. Ferdinánd (1861–1948) bolgár uralkodó (t. 1918)
- Ferdinandy Gejza (1864–1924) jogtudós (l. 1905)
- Ferenczi Zoltán (1857–1927) irodalomtörténész, könyvtáros (l. 1905; r. 1917)
- Ferenczy István (1792–1856) szobrász (l. 1832)
- Ferenczy Lajos (1930–2004) mikrobiológus (l. 1987; r. 1995)
- Ferge Zsuzsa (1931–2024) szociológus (l. 1998; r. 2004)
- *Ferkai András (1953) építészmérnök (l. 2022)
- Férussac, André Étienne d’Audebert de (1786–1836) francia zoológus (t. 1832)
- Fessler Ignác Aurél (1756–1839) oroszországi magyar történész (k. 1831)
- Fest Sándor (1883–1944) filológus (l. 1938)
- Fest Vilmos (1815–1879) közlekedési mérnök (l. 1844; r. 1845)
- Festetics György (1815–1883) politikus (ig. 1866)
- *Fésüs László (1947) orvos, sejtbiológus (l. 1998; r. 2004)
- Fettich Nándor (1900–1971) régész (l. 1938; tan. 1949; l. visszaállítva 1989)
- Fettweis, Günter B. (1924–2018) osztrák bányamérnök (t. 1990)
- Fiedler, Josef (1819–1908) német történész (t. 1872)
- Filarszky Nándor (1858–1941) botanikus (l. 1917; r. 1932; t. 1940)
- Fillinger Lipót (1787–1844) teológus (l. 1834)
- Fináczy Ernő (1860–1935) pedagógus (l. 1900; r. 1914; ig. 1926)
- Finály Henrik (1825–1898) klasszika-filológus, paleográfus (l. 1858)
- Fink, Julius (1918–1981) osztrák földrajztudós (t. 1979)
- Finkey Ferenc (1870–1949) jogtudós (l. 1908; r. 1929; t. 1938)
- Finkey József (1889–1941) bányamérnök (l. 1934; r. 1940)
- Finta József (1935–2024) építész (l. 1985; r. 1993)
- Flaker, Aleksandar (1924–2010) horvát irodalomtörténész (t. 1976)
- Flegler, Alexander (1803–1892) német történész (t. 1858)
- Fleischer, Heinrich Leberecht (1801–1888) német orientalista (t. 1876)
- *Fleischer, Maximilian (1961) német fizikus, villamosmérnök (t. 2019)
- Flerkó Béla (1924–2003) orvos, anatómus, endokrinológus (l. 1970; r. 1982)
- Flór Ferenc (1809–1871) orvos, sebész (l. 1838)
- Flores Pedauyé, Ricardo (1947–2020) spanyol botanikus, mikrobiológus (t. 2007)
- *Flórián Károly (1944) szlovákiai magyar kohómérnök, kémikus (k. 2013)
- Flourens, Marie-Jean-Pierre (1794–1867) francia fiziológus (t. 1858)
- Fodor Gábor Béla (1915–2000) kémikus (l. 1951; r. 1955; tagsága felfüggesztve 1965; r. visszaállítva 1989)
- Fodor Géza (1927–1977) matematikus (l. 1973)
- Fodor József (1843–1901) orvos, higiénikus (l. 1878; r. 1883)
- *Fodor Zoltán (1964) németországi magyar fizikus (t. 2010)
- Fogarasi Béla (1891–1959) filozófus (t. 1948; ig. 1948–1949; r. visszaminősítve 1949)
- Fogarasi János (1801–1878) nyelvész, jogtudós (l. 1838; r. 1841)
- Fógel József (1884–1941) történész (l. 1928)
- Foiaş, Ciprian Ilie (1933–2020) amerikai román matematikus (t. 1993)
- Fokos-Fuchs Dávid (1884–1977) nyelvész (l. 1945; tan. 1949; l. visszaállítva 1989)
- Fónagy Iván (1920–2005) amerikai magyar nyelvész (k. 1990)
- *Fónagy Péter (1952) nagy-britanniai magyar pszichológus (k. 2016)
- Fonó Albert (1881–1972) gépészmérnök (l. 1954)
- Fonyó Zsolt (1943–2005) vegyészmérnök (l. 1998; r. 2004)
- *Forgács Gábor (1948) amerikai magyar biofizikus (k. 2025)
- *Forgács József (1947) ausztráliai magyar szociálpszichológus (k. 2004)
- Forgó György (1787–1835) orvos (l. 1831)
- Forgó László (1907–1985) gépészmérnök (l. 1985)
- *Forró László (1955) svájci magyar fizikus (k. 2007)
- Forster Gyula (1846–1932) művészettörténész, műemlékvédelmi szakember (t. 1899; ig. 1904)
- Fouqué, Ferdinand André (1828–1904) francia geológus (t. 1879)
- Földes Béla (1848–1945) közgazdász, statisztikus (l. 1893; r. 1901; t. 1933)
- Földes Ferenc (1910–1997) amerikai magyar orvos, aneszteziológus (k. 1990)
- Földes Péter (1930–1982) vegyészmérnök (l. 1982)
- Földessy Gyula (1874–1964) irodalomtörténész, esztéta (l. 1960)
- *Földi András (1957) jogtudós (l. 2022)
- Földi Zoltán (1895–1987) vegyészmérnök (l. 1956; r. 1970)
- Förster Aurél (1876–1962) klasszika-filológus (l. 1921; r. 1938; t. 1946; tan. 1949; t. visszaállítva 1989)
- Fragner, Bert (1941–2021) osztrák orientalista (t. 2010)
- Frähn, Christian Martin Joachim (1782–1851) német történész, orientalista (t. 1846)
- Fraknói Vilmos (1843–1924) történész, római katolikus főpap (l. 1870; r. 1873; ig. 1892; t. 1917)
- Francisci, Pietro de (1883–1971) olasz jogtudós, jogtörténész (t. 1940)
- *Frank András (1949) matematikus (l. 2016; r. 2022)
- Frank, Gleb Mihajlovics (1904–1976) orosz biofizikus (t. 1973)
- Frank Ignác (1788–1850) jogtudós (l. 1847)
- Frank Tibor (1948–2022) történész, amerikanista (l. 2013; r. 2019)
- Frankenburg Adolf (1811–1884) író, lapszerkesztő (l. 1845)
- *Frankl Péter (1953) japán magyar matematikus (k. 1998)
- Franz, Herbert (1908–2002) osztrák ökológus, zoológus (t. 1983)
- Franzenau Ágoston (1856–1919) paleontológus, mineralógus (l. 1896)
- Frenzel, Burkhard (1928–2010) német botanikus, ökológus (t. 1990)
- *Freund, Hans-Joachim (1951) német kémikus (t. 2013)
- Freund Mihály (1889–1984) vegyészmérnök (l. 1948; r. 1954)
- *Freund Tamás (1959) neurobiológus (l. 1998; r. 2004)
- Freycinet, Charles de (1828–1923) francia bányemérnök (t. 1899)
- Freyer, Hans (1887–1969) német szociológus, filozófus (t. 1939)
- *Fried, Johannes (1942) német történész (t. 2004)
- Friedlander, Gerhart (1916–2009) amerikai német kémikus (t. 1998)
- Friedmann Imre (1921–2007) amerikai magyar mikrobiológus, ökológus (k. 1998)
- Friedrich Péter (1936–2013) biokémikus (l. 1993; r. 1998)
- Friedrich, Walter (1883–1968) német biofizikus (t. 1958)
- Frigyesi József (1875–1967) orvos, szülész-nőgyógyász (l. 1946; tan. 1949; l. visszaállítva 1989)
- Friss István (1903–1976) közgazdász, politikus (l. 1953; r. 1960)
- *Fritz József (1943) matematikus (l. 1995; r. 2001)
- Frivaldszky Imre (1799–1870) zoológus, botanikus (l. 1833; r. 1838)
- Frivaldszky János (1822–1895) zoológus, entomológus (l. 1865; r. 1873)
- Fröhlich Izidor (1852–1931) fizikus (l. 1880; r. 1891; ig. 1920)
- Fröhlich Pál (1889–1949) fizikus (l. 1927)
- Fröhlich Róbert (1844–1894) régész (l. 1892)
- Frumkin, Alekszandr Naumovics (1895–1979) orosz kémikus (t. 1967)
- Frühling János (1937–2015) belgiumi magyar orvos, onkológus (k. 2001)
- Fuchs, Lazarus Immanuel (1833–1902) német matematikus (t. 1899)
- *Fuchs László (1924) amerikai magyar matematikus (k. 1990)
- *Futaki Siroh (1959) japán biokémikus (t. 2019)
- Fülep Lajos (1885–1970) művészettörténész, művészetfilozófus (l. 1948)
- Fülepp József (1786–1847) jogtudós (l. 1835)
- Fülöp Ferenc (1952–2021) kémikus (l. 2007; r. 2013)
- Fülöp József (1927–1994) geológus (l. 1967; r. 1976)
- *Fülöp Tünde (1970) svédországi magyar fizikus (k. 2025)
- *Füredi Zoltán (1954) matematikus (l. 2004; r. 2010)